# Room to Live
Room to Live (с подзаголовком: «Undilutable Slang Truth!») — шестой студийный альбом британской рок-группы The Fall, записанный в Cargo Studios, Рочдейл, Англия, в июле и выпущенный лейблом Kamera Records 27 сентября 1982 года.

## История создания
Первоначально The Fall прибыли в студию, чтобы записать сингл, но Марк Э. Смит настоял на том, чтобы продолжить работу над новыми композициями. Все они оказались совершенно незнакомыми для участников группы, не обыгрывались на концертах или репетициях. В целях эксперимента каждый отдельный трек записывался с разными музыкантами, некоторые из которых сознательно придерживались лидером коллектива «в запасе».
«Гостем студии» оказался участник группы Ludus Артур Кэдмон (англ. Arthur Kadmon), чьё имя было ошибочно написано как «Cadman»), но его работа оказалась краткосрочной. Смит представил его группе, тот записал 16 секунд гитарной партии в «Hard Life In Country» и тут же от его услуг было решено отказаться. Альбом был закончен до начала австралийского тура группы в июле-августе 1982 года; многие его песни вошли в концертный сборник Fall In a Hole.
Смит невысоко оценивал этот альбом. «Когда мы записывали Room to Live, в группе накопилось немало разочарования… Я знал, что это будет не лучший наш альбом, но сделать его было необходимо», — говорил он. При этом он считал альбом крайне важным для развития группы: после Hex Enduction Hour, по его мнению, возникла опасность, что The Fall увлекутся «грандиозностью» в звуке: именно поэтому потребовалось возвращение к «гаражным» корням.

Смит говорил, что песни альбома — «о Британии, какой она видится со стороны». О песне «Papal Visit» он рассказывал: 
...Это не против католиков: у нас вся группа - католики, я один методист - ну, известно же, что методисты же хотели сжечь всех католиков и пытались вдохновить народ на поливание священников горячим воском... Нет, просто Иоанн Павел Второй на меня сильно действует. Этот польский парнишка - он вызывает страх, даже и отвращение. Он просто источает эту социалистическую диктатуру, распространяет популистские мифы... «Народный Папа»? Нет, очень зловещий тип. От парня серьёзно воняет. Величайший лицемер на свете!Марк Э. Смит. Masterbag, 1982.
Как отмечала Х. Фицджеральд, Смит во многом сформировал своё отношение к Папе по биографии Романа Полански. Последний рассказывал, что его сначала взяла под защиту, а потом выбросила на улицу семья родителей — того самого мальчика, который впоследствии стал Иоанном Павлом Вторым.

## Отзывы критики
Джон Уайлд в ноябрьском номере журнала ZigZag 1983 года отмечал, что если Hex Enduction Hour вывел The Fall в новые области, наделив звучание неожиданными акцентами, то «…Room to Live стал их самым несмазанным, разболтанным альбомом». Многим рецензентам в то время Room to Live показался «лишённым вдохновения и опустошённым»; об этом писал Дон Уотсон в New Musical Express. Иную оценку альбому давал там же Ричард Кук: «Комментарии Смита по поводу современных событий давно ушёл с уровня сценической сатиры. …Яростные формы <раннего стиля группы> разрослись и восстали к вершинам почти фантастической сложности; это постоянно развивающийся вихрь звуковых коллизий, чистого шума, образов, электрифицированных адской <энергией> нищенского недовольства, подхлестнутой отчаянным ритмическим напряжением», — писал он в NME от 15 января 1983 года.

## Список композиций

### Сторона 1
1. «Joker Hysterical Face» (Марк Э. Смит, Стив Хэнли, Марк Райли) — 4:51
2. «Marquis Cha-Cha» (Смит, Карл Бёрнс) — 4:34
3. «Hard Life in Country» (Смит, Артур Кэдман) — 6:16
4. «Room to Live» (Смит, Крэйг Скэнлон) — 4:16

### Сторона 2
1. «Detective Instinct» (Смит, Хэнли, Бернс) — 5:45
2. «Solicitor in Studio» (Смит, Бернс, Скэнлон) — 5:24
3. «Papal Visit» (Смит) — 5:40

В германский вариант альбома вошли две песни с сингла 1981 года: «Lie Dream Of A Casino Soul» и (би-сайд) «Fantastic Life». В том же объёме альбом вошёл в первый британский CD (на Cog Sinister Records (1998), но в 2005 году в ремастеринг два добавленных трек ане вошли (ими был дополнен альбом Slates; вместо них был добавлен другой материал, записанный в то же время.

### Комментарии к песням
- Marquis Cha-Cha. «У меня появилась в разгар работы эта смешная идея: почему бы мне не отправиться в Буэнос-Айрес и не стать современной версией Лорда Гав-Гав, транслировать радиообращения британцам. 'Говорит Буэнос-Айрес! Говорит Буэнос-Айрес! Приезжайте сюда, ребята, тут не так страшно, как вам малюют…»[2]. — Марк Э. Смит, NME.
- Hard Life in Country. Смит описывал как песню об ужасе перед «злом, которое кроется за фасадом сельской идиллии». Дело в том, что, улетая в Австралию, он оставил свой дом на помечение местного жителя. Тот впустил в дом приятелей, которые там все переломали и вызвали такой переполох, что пришлось вызывать полицию[2].

### 2005. Бонус-треки
1. «Joker Hysterical Face» (концерт в Бери, апрель 1982)
2. «Medley: Town Called Crappy» /«Solicitor In Studio» (концерт в Лондоне, март March 1982)
3. «Hard Life in Country» (live in Wellington, New Zealand, August 1982)
4. «Detective Instinct» (live in Manchester December 1982)
5. «Room to Live» (live in Rotterdam February 1983)
6. «Words of Expectation» (Hanley/Hanley/Smith/Burns/Scanlon — концерт в Торонто, апрель 1983)

## Участники записи
- Марк Эдвард Смит — вокал, скрипка
- Paul Henley — ударные
- Craig Scanlon — гитара
- Karl Burns — бас-гитара, ударные, гитара
- Steve Hanley — бас-гитара
- Marc Riley — гитара, клавишные

Приглашённые музыканты
- Arthur Cadman — гитара, «Hard Life In Country»
- Adrian Niman — саксофон, «Room To Live»